# Shadowland (Wolf)
Shadowland è il nono album in studio del gruppo musicale svedese Wolf, pubblicato nel 2022 dalla Century Media Records.

## Tracce
1. Dust - 04:43
2. Visions for the Blind - 05:38
3. The Time Machine - 06:11
4. Evil Lives - 03:34
5. Seek the Silence - 05:00
6. Shadowland - 04:07
7. The Ill-Fated Mr. Mordrake - 05:37
8. Rasputin - 04:48
9. Exit Sign - 04:21
10. Into the Black Hole - 04:38
11. Trial by Fire - 06:08

## Formazione

### Gruppo
- Niklas Stålvind – voce, chitarra
- Simon Johansson – chitarra
- Pontus Egberg – basso
- Johan Koleberg – batteria